# Villefranque (Pirenéus Atlânticos)
Villefranque é uma comuna francesa na região administrativa da Nova Aquitânia, no departamento dos Pirenéus Atlânticos. Estende-se por uma área de 17,25 km². Em 2010 a comuna tinha 2 823 habitantes (densidade: 163,7 hab./km²).